# Estúdios Universal de Dubai
Os Estúdios Universal de Dubai foi uma proposta da Universal Studios para um parque temático localizado em Dubai, nos Emirados Árabes Unidos. Ficaria situado dentro de Dubailand, um mega-complexo de entretenimento. O projeto foi uma joint venture custe mais de 8 Bilhões de dirhams ($ 2,2 bilhões dolares) com base no Dubai Tatweer. O parque temático foi anunciado no dia 30 de abril de 2007 e os estúdios em 27 de julho de 2008. 
O parque esperava atrair 5 milhões de visitantes por ano.

## Áreas temáticas
- Hollywood
- Nova Iorque
- Cidade do Surfe Boardwalk
- Aventuras Epícas
- A Terra dos Heróis Lendários

## Desenvolvimento
O parque temático dos Estúdios Universal era esperado para cobrir 20,000,000 pés quadrados (1,900,000 m²). Seria a maior parte do conglomerado do parque temático em desenvolvimento Dubailand, que foi especulado 3.000,000,000 pés quadrados (280 km²). O desenvolvimento teria, pelo menos, 4000 unidades de alojamento e de 100 restaurantes e lojas de retalho. O parque temático teria atrações de recurso baseado nos filmes de King Kong, A Múmia, Jurassic Park, Sinbad, Aladdin'se a Lâmapda Mágica, e Beetlejuice.

## Ver Também
- Dubailand